# Castilleja virgata
Castilleja virgata là loài thực vật có hoa thuộc họ Cỏ chổi. Loài này được Dombey ex Wedd. mô tả khoa học đầu tiên năm 1860.